# Michael Stich
Michael Detlef Stich (Pinneberg, 18 ottobre 1968) è un ex tennista tedesco.
Soprannominato Herr Tiebreak o Mr. Tiebreak per la sua straordinaria freddezza e concentrazione durante i delicati momenti dei match, che gli permisero di portare a casa titoli prestigiosi come quelli di Wimbledon e del Masters di fine anno. Durante la sua carriera ha vinto 18 titoli di singolare e 10 di doppio, arrivando, nel 1993, fino alla posizione numero 2 del ranking mondiale.
Il talento e il suo gioco completo, fondato sull'abilità sia nel serve-and-volley che nel gioco di base, specialmente per quanto riguarda il rovescio ad una mano, ha permesso al tennista tedesco di essere uno tra i pochi a vincere su ogni superficie. È inoltre uno dei quattro giocatori della sua generazione a poter vantare un record positivo nei confronti diretti con Pete Sampras (gli altri sono Sergi Bruguera, Paul Haarhuis e Richard Krajicek).
Ritiratosi dal professionismo nel 1997, dopo la sconfitta in semifinale a Wimbledon con Cédric Pioline, ha speso buona parte del suo tempo impegnandosi per l'associazione contro l'AIDS da lui stesso fondata. Lavora anche come commentatore di tennis per la BBC. È stato sposato con l'attrice tedesca Jessica Stockmann dal 1992 al 2003. Nel 2005 è convolato a nozze con Alexandra Rikowski con cui vive ad Amburgo.

## Carriera
Stich cresce a Elmshorn, Schleswig-Holstein. Inizia a giocare a tennis a quattordici anni, diventa professionista nel 1988 e vince il suo primo titolo in singolare nel 1990 a Memphis.
Il picco più alto nella sua carriera arriva nel 1991 a Wimbledon. Il tedesco stupisce il mondo del tennis già in semifinale, quando batte il campione in carica Stefan Edberg 4-6, 7-6, 7-6, 7-6. In finale batte anche il suo compatriota e tre volte vincitore del torneo londinese Boris Becker, con un netto 6-4 7-6 6-4.
Il 1992 vede Stich ottenere grandi successi in doppio. Vince, assieme a John McEnroe, il torneo di doppio a Wimbledon, battendo Jim Grabb e Richey Reneberg in un incontro epico (cinque set e quattro ore di durata) che dura fino a lunedì, il giorno dopo la normale chiusura della competizione, con il 19-17 dell'ultimo set. Nei giochi olimpici estivi di Barcellona, Stich vince anche la medaglia d'oro per la Germania, sempre in doppio, accanto a Boris Becker. In chiusura di anno, trionfa anche nella Grand Slam Cup, battendo Michael Chang in soli tre set.
Nel 1993 il tennista tedesco fa un'altra vittima illustre all'ATP Tour World Championships di fine anno, quando batte in finale Pete Sampras 7-6 2-6 7-6 6-2. Mette in bacheca anche la Coppa Davis e la Hopman Cup con la Germania.
La seconda finale in un torneo di singolare del Grande Slam arriva nel 1994 agli US Open, quando perde da Andre Agassi 6-1 7-6 7-5. La striscia di successi continua invece con la Germania, che nel 1994 vince la Coppa del Mondo.
Stich perde anche la terza finale in carriera in uno Slam, quando nel 1996 viene sconfitto da Evgenij Kafel'nikov 7-6 7-5 7-6 nell'atto conclusivo del Roland Garros. Vince invece la finale ad Anversa, ultimo titolo in singolare della carriera. L'ultima vittoria in doppio arriva invece nel 1997 a Halle.

### Finali del Grande Slam (3)

#### Vinte (1)
| Anno | Torneo    | Avversario in finale | Punteggio        |
| 1991 | Wimbledon | Boris Becker         | 6-4, 7–6(4), 6-4 |

#### Perse (2)
| Anno | Torneo          | Avversario in finale | Punteggio           |
| 1994 | US Open         | Andre Agassi         | 1-6, 6(5)–7, 5-7    |
| 1996 | Open di Francia | Yevgeny Kafelnikov   | 6(4)–7, 5-7, 6(4)–7 |

## Singolare

### Vittorie (18)
| Legenda                     |
| Grande Slam (1)             |
| Tennis Masters Cup (1)      |
| Grand Slam Cup (1)          |
| ATP Masters Series (2)      |
| ATP Championship Series (3) |
| ATP World Series (10)       |

| Legenda superfici |
| Cemento (4)       |
| Terra (3)         |
| Erba (4)          |
| Sintetico (7)     |

| Nº  | Data             | Torneo                                      | Superficie       | Avversario della finale | Risultato           |
| --- | ---------------- | ------------------------------------------- | ---------------- | ----------------------- | ------------------- |
| 1.  | 5 marzo 1990     | RMK Championships, Memphis                  | Cemento          | Wally Masur             | 6-7 6-4 7-6         |
| 2.  | 8 luglio 1991    | Torneo di Wimbledon, Londra                 | Erba             | Boris Becker            | 6–4, 7–6, 6–4       |
| 3.  | 22 luglio 1991   | Mercedes Cup, Stoccarda                     | Terra rossa      | Alberto Mancini         | 1-6 7-6 6-4 6-2     |
| 4.  | 26 agosto 1991   | Schenectady Open, Schenectady               | Cemento          | Emilio Sánchez          | 6-2 6-4             |
| 5.  | 21 ottobre 1991  | Vienna Open, Vienna                         | Sintetico indoor | Jan Siemerink           | 6-4 6-4 6-4         |
| 6.  | 15 giugno 1992   | Ordina Open, Rosmalen                       | Erba             | Jonathan Stark          | 6-4 7-5             |
| 7.  | 14 dicembre 1992 | Grand Slam Cup, Monaco di Baviera           | Sintetico indoor | Michael Chang           | 6-2 6-3 6-2         |
| 8.  | 22 febbraio 1993 | Stuttgart Mastersn, Stoccarda               | Sintetico indoor | Richard Krajicek        | 4-6 7-5 7-6 3-6 7-5 |
| 9.  | 10 maggio 1993   | German Open Hamburg, Amburgo                | Terra rossa      | Andrej Česnokov         | 6-3 6-7 7-6 6-4     |
| 10. | 14 giugno 1993   | Queen's, Londra                             | Erba             | Wayne Ferreira          | 6-3 6-4             |
| 11. | 12 ottobre 1993  | Swiss Indoors, Basilea                      | Cemento          | Stefan Edberg           | 6-4 6-7 6-3 6-2     |
| 12. | 1º novembre 1993 | Stockholm Open, Stoccolma                   | Cemento indoor   | Goran Ivanišević        | 4-6 7-6 7-6 6-2     |
| 13. | 22 novembre 1993 | ATP Tour World Championships, Francoforte   | Sintetico indoor | Pete Sampras            | 7-6 2-6 7-6 6-2     |
| 14. | 28 febbraio 1994 | ABN AMRO World Tennis Tournament, Rotterdam | Sintetico indoor | Wayne Ferreira          | 4-6 6-3 6-0         |
| 15. | 2 maggio 1994    | BMW Open, Monaco di Baviera                 | Terra rossa      | Petr Korda              | 6-2 2-6 6-3         |
| 16. | 20 giugno 1994   | Halle Open, Halle (Westf.)                  | Erba             | Magnus Larsson          | 6-4 4-6 6-3         |
| 17. | 7 agosto 1995    | Farmers Classic, Los Angeles                | Cemento          | Thomas Enqvist          | 6-7 7-6 6-2         |
| 18. | 26 febbraio 1996 | European Community Championship, Anversa    | Sintetico indoor | Goran Ivanišević        | 6-3 6-2 7-6         |

### Finali perse (13)
| Legenda                     |
| Grande Slam (2)             |
| Tennis Masters Cup (0)      |
| Grand Slam Cup (1)          |
| ATP Masters Series (1)      |
| ATP Championship Series (3) |
| ATP World Series (6)        |

| Numero | Data              | Torneo                                           | Superficie       | Avversario in finale | Punteggio                |
| 1.     | 7 gennaio 1991    | Next Generation Adelaide International, Adelaide | Cemento          | Nicklas Kulti        | 3–6, 6–1, 2–6            |
| 2.     | 14 gennaio 1991   | Sydney International, Sydney                     | Cemento          | Guy Forget           | 3–6, 4–6                 |
| 3.     | 25 febbraio 1991  | RMK Championships, Memphis                       | Sintetico indoor | Ivan Lendl           | 5–7, 3–6                 |
| 4.     | 11 maggio 1992    | German Open Hamburg, Amburgo                     | Terra rossa      | Stefan Edberg        | 7–5, 4–6, 1–6            |
| 5.     | 3 maggio 1993     | BMW Open, Monaco di Baviera (1)                  | Terra rossa      | Ivan Lendl           | 6–7, 3–6                 |
| 6.     | 26 luglio 1993    | Mercedes Cup, Stoccarda                          | Terra rossa      | Magnus Gustafsson    | 3–6, 4–6, 6–3, 6–4, 4–6  |
| 7.     | 13 dicembre 1993  | Grand Slam Cup, Monaco di Baviera                | Sintetico indoor | Petr Korda           | 6–2, 4–6, 6–7, 6–2, 9–11 |
| 8.     | 12 settembre 1994 | US Open, New York                                | Cemento          | Andre Agassi         | 1–6, 6–7, 5–7            |
| 9.     | 24 ottobre 1994   | Vienna Open, Vienna                              | Sintetico indoor | Andre Agassi         | 6–7, 6–4, 2–6, 3–6       |
| 10.    | 27 febbraio 1995  | Stuttgart Masters, Stoccarda                     | Sintetico indoor | Richard Krajicek     | 6–7, 3–6, 7–6, 6–1, 3–6  |
| 11.    | 8 maggio 1995     | BMW Open, Monaco di Baviera (2)                  | Terra rossa      | Wayne Ferreira       | 5–7, 6–7                 |
| 12.    | 26 giugno 1995    | Halle Open, Halle (Westfalen)                    | Erba             | Marc Rosset          | 6–3, 6–7, 6–7            |
| 13.    | 10 giugno 1996    | Open di Francia, Parigi                          | Terra rossa      | Yevgeny Kafelnikov   | 6–7, 5–7, 6–7            |

## Doppio
- 1989: Basilea (con Udo Riglewski)
- 1990: Monaco di Baviera (con Udo Riglewski)
- 1990: Rosmalen (con Jakob Hlasek)
- 1990: Vienna (con Udo Riglewski)
- 1991: Memphis (con Udo Riglewski)
- 1992: Monte Carlo (con Boris Becker)
- 1992: Wimbledon (con John McEnroe)
- 1992: Olimpiadi di Barcellona (con Boris Becker)
- 1993: Los Angeles (con Wayne Ferreira)
- 1997: Halle (con Karsten Braasch)